# Квог (Нью-Йорк)
Квог (англ. Quogue) — селище (англ. village) в США, в окрузі Саффолк штату Нью-Йорк. Населення — 1662 особи (2020).

## Географія
Квог розташований за координатами 40°49′17″ пн. ш. 72°35′56″ зх. д. / 40.82139° пн. ш. 72.59889° зх. д. (40.821406, -72.598903).  За даними Бюро перепису населення США в 2010 році селище мало площу 12,86 км², з яких 10,85 км² — суходіл та 2,00 км² — водойми.

## Демографія
Згідно з переписом 2010 року, у селищі мешкало 967 осіб у 424 домогосподарствах у складі 269 родин. Густота населення становила 75 осіб/км².  Було 1623 помешкання (126/км²).
Расовий склад населення:
| - 91,8 % — білих - 1,8 % — чорних або афроамериканців - 1,0 % — азіатів - 0,2 % — корінних американців - 2,0 % — осіб інших рас |

До двох чи більше рас належало 3,2 %. Частка іспаномовних становила 6,0 % від усіх жителів.
За віковим діапазоном населення розподілялося таким чином: 17,0 % — особи молодші 18 років, 58,4 % — особи у віці 18—64 років, 24,6 % — особи у віці 65 років та старші. Медіана віку мешканця становила 51,5 року. На 100 осіб жіночої статі у селищі припадало 91,9 чоловіків;  на 100 жінок у віці від 18 років та старших — 85,0 чоловіків також старших 18 років.
Середній дохід на одне домашнє господарство  становив 127 905 доларів США (медіана — 85 000), а середній дохід на одну сім'ю — 142 293 долари (медіана — 91 750). За межею бідності перебувало 6,2 % осіб, у тому числі 6,9 % дітей у віці до 18 років та 0,4 % осіб у віці 65 років та старших.
Цивільне працевлаштоване населення становило 355 осіб. Основні галузі зайнятості: фінанси, страхування та нерухомість — 25,1 %, освіта, охорона здоров'я та соціальна допомога — 21,7 %, науковці, спеціалісти, менеджери — 19,4 %.